# Wawrzyniec Ożga
Wawrzyniec Ożga (ur. ok. 1867, zm. 22 kwietnia 1936 w Żółkwi) – polski duchowny rzymskokatolicki, proboszcz i dziekan żółkiewski, działacz społeczny.

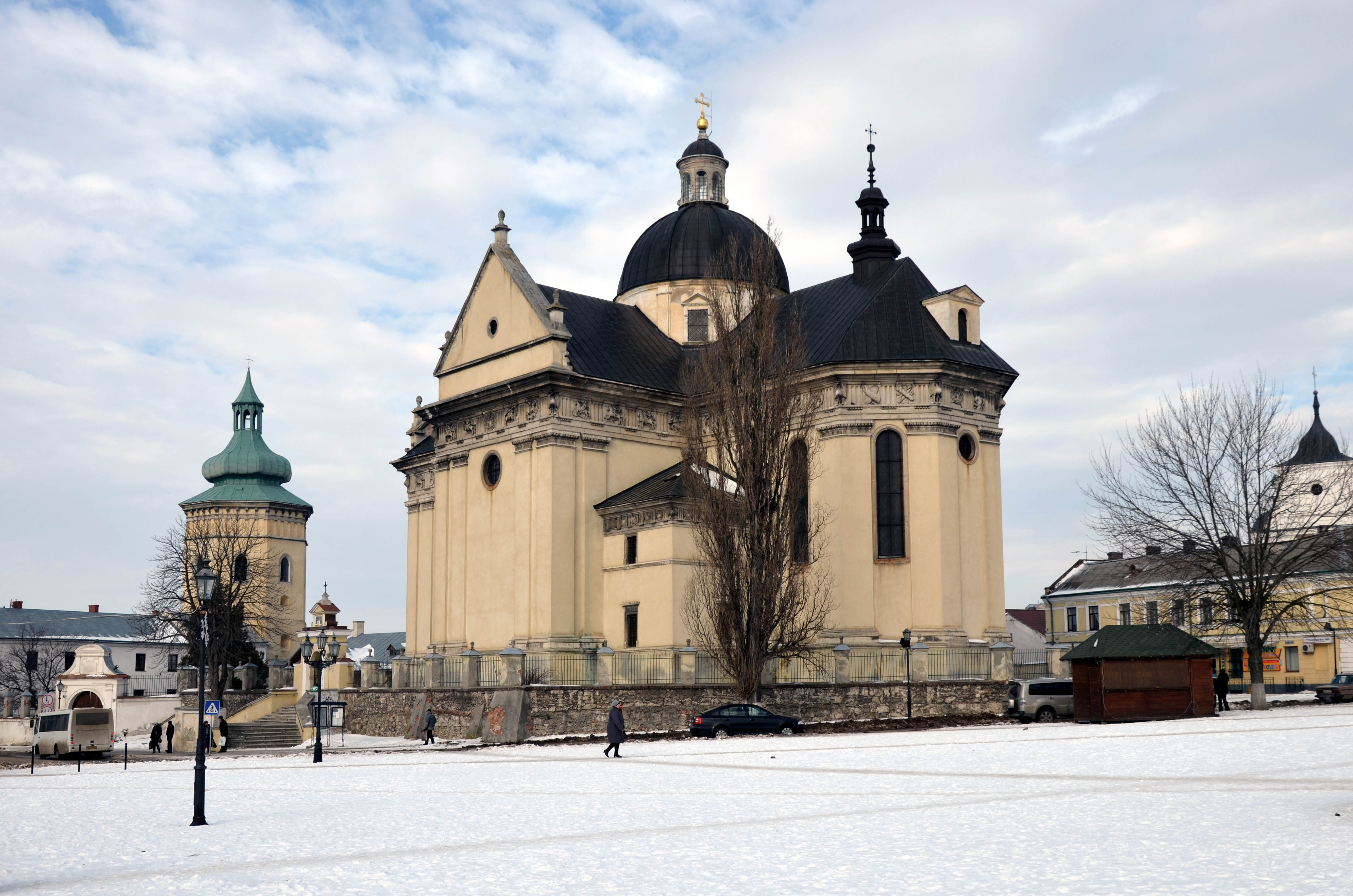
Kolegiata św. Wawrzyńca w Żółkwi

## Życiorys
Urodził się ok. 1867. Sakrament święceń kapłańskich otrzymał ok. 1894. Posługiwał w Podhajcach, po czym w marcu 1897 został mianowany administratorem w Haliczu. We wrześniu 1898 został mianowany administratorem w Horodence. Od lipca 1903 był kooperatorem w Hodowicy, po czym został mianowany administratorem.
W okresie II Rzeczypospolitej był proboszczem parafii św. Wawrzyńca w Żółkwi, działającej w tamtejszej kolegiacie pod tym wezwaniem. Dokonał odnowienia murów i zadaszenia świątyni. Pełnił funkcję dziekana żółkiewskiego od ok. 1923. W tym czasie założył na administrowanym obszarze kilka kościołów na wsiach.
Działał społecznie. Zasiadał w radzie miejskiej i powiatowej w Żółkwi. Udzielał się w instytucjach. W 1933 był przewodniczącym Komitetu jubileuszu 250. rocznicy zwycięstwa pod Wiedniem z 1683.
Zmarł 22 kwietnia 1936 w Żółkwi w wieku 69 lat i w 42 roku kapłaństwa. Został pochowany na terenie parafii w Żółkwi.